# Parque nacional Taunton

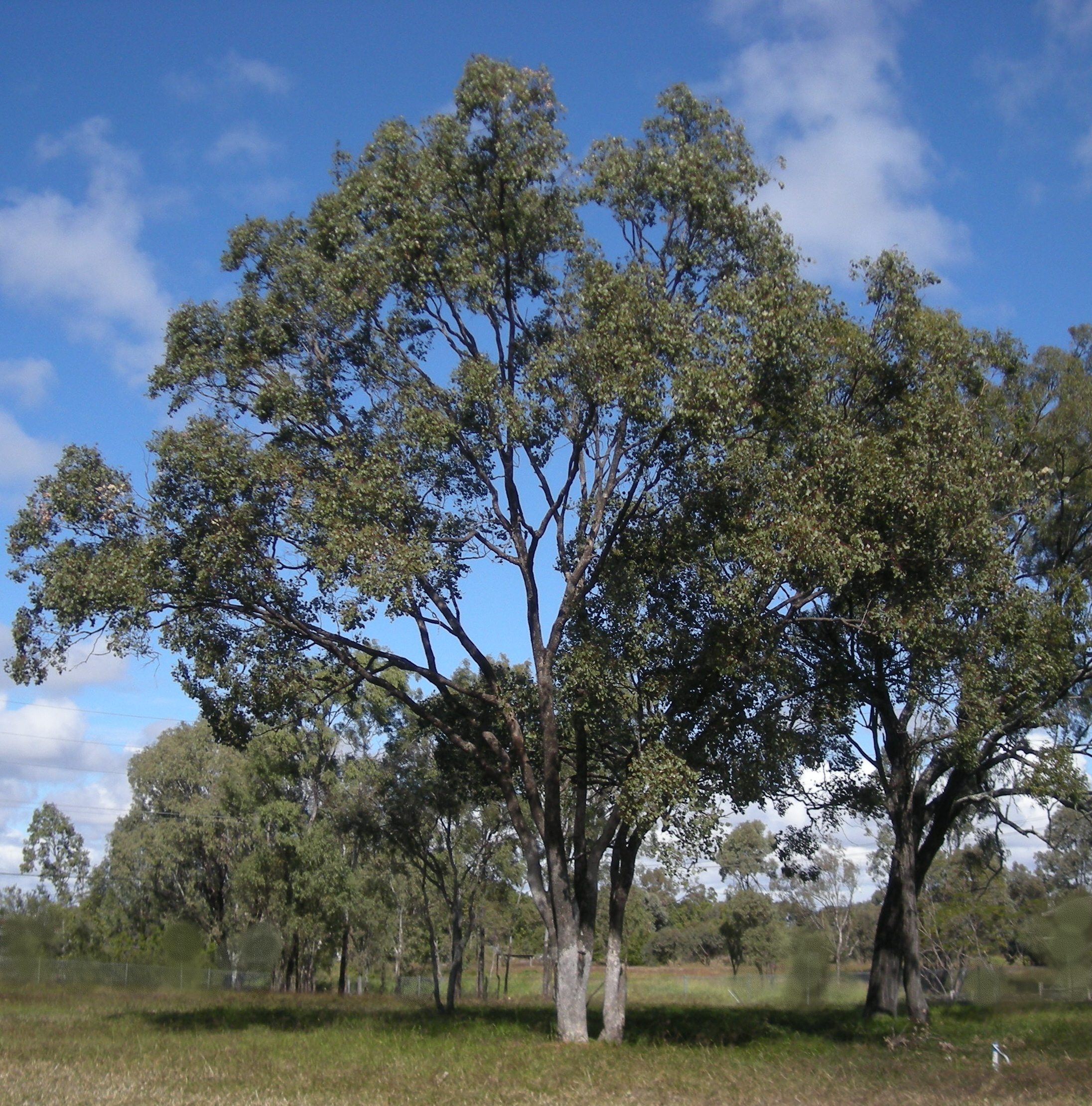
Árboles de eucalipto en Taunton.

Taunton es un parque nacional científico en Queensland (Australia), ubicado a 581 km al noroeste de Brisbane.

## Datos
- Área: 116 km²
- Coordenadas: 23°32′00″S 149°13′17″E / -23.53333, 149.22139
- Fecha de Creación: 1994
- Administración: Servicio para la Vida Salvaje de Queensland
- Categoría IUCN: IV

Véase también:
- Datos: Q2757641

- Zonas protegidas de Queensland